# Staffan Ulfsson (Ulv)
Staffan Ulfsson (Ulv), död 1393, var en svensk häradshövding, riddare och riksråd.

## Biografi
Staffan Ulfsson (Ulv) var son till riddaren Ulf Filipsson (Ulv). Han nämns första gången 1357. Han var från 1365 till 1382 häradshövding i Selebo härad och  1366 fogde i Uppsala. Han blev mellan 16 november 1369 och 1 januari 1370 riddare och möjligen redan 1370 eller 1371 och säkert senast 1375 riksråd, vilket han var ännu 1389.
Hans sätesgård var Lagnö i Aspö socken, Selebo härad i Södermanland.

### Familj
Staffan Ulfsson var 1377 gift med en dotter till Harald Ernilsson (Gren). De fick tillsammans barnen Ramborg Staffansdotter (död 1413) som var gift med Ödgisl Suneson (tre sjöblad) och riksrådet Folke Nilsson (Ivar Nilssons ätt)., Katarina Staffansdotter som var gift med Bengt Larsson (Lars Björnssons ätt) och nunnan Bengta Staffansdotter i Vårfruberga kloster.